# Raiffeisenbank Kaiserstuhl
Die Raiffeisenbank Kaiserstuhl eG ist eine regionale deutsche Genossenschaftsbank mit Sitz im Stadtteil Oberrotweil in der baden-württembergischen Stadt Vogtsburg im Kaiserstuhl im Landkreis Breisgau-Hochschwarzwald.

## Geschichte
Die heutige Raiffeisenbank Kaiserstuhl eG wurde am 16. Februar 1880 unter dem Namen „Ober-Rothweiler Ortsdarlehenscassen Verein“ gegründet. Geschäftszweck zu dieser Zeit war ausschließlich das Spargeschäft und die Geldausleihe an Mitglieder der Bank. Im Jahr 1889 übernahm der neu gewählte Rechner Heinrich Klingenmeier sein Amt. Im selben Jahr bekam die Bank den Namen „ländlicher Kreditverein“.
Das Hauptgebäude in der Bahnhofstraße in Oberrotweil wurde bereits im Jahr 1908 gebaut, aber erst im Jahr 1927 von der Bank selbst bezogen. Im Jahr 1923 ging die Inflation dem Höhepunkt entgegen, durch die sich viele Bürger in großer Not befanden. Nach dem Protokoll vom 23. Oktober 1923 wurden jedem Mitglied zur Unterstützung 10 Milliarden Mark Normalkredit bewilligt. Im Jahr 1924 wurde die bisherige Mark durch die Rentenmark ausgetauscht. Der Umrechnungskurs von 1 Billion Papiermark ergab 1 Rentenmark.
Fritz Bercher wurde im Jahr 1932 neuer Vorsitzender.
Im Jahr 1939 wurde das 60-jährige Bestehen mit 350 Mitgliedern gefeiert. Nach dem Zweiten Weltkrieg erfolgte der Wiederaufbau, die Kreditgenossenschaften stellten hierfür Hilfsgeräte in den Gemeinschaftseinrichtungen wie zum Beispiel den Milchsammlestellen und den Gemeinschaftsgefrieranlagen zur Verfügung. 1964 wurde die Bank in „Spar- und Kreditbank“ umbenannt, kurz darauf wurde der Umbau des Bankgebäudes beschlossen. Mit dem 90-jährigen Jubiläum wurde das neue Bankgebäude im Jahr 1969 eingeweiht.
Durch den Zusammenschluss aller Kreditgenossenschaften am westlichen Kaiserstuhl in den Jahren 1969 und 1970 entstand die „Raiffeisenbank Kaiserstuhl eGmbH“. Die Verschmelzung betraf die Raiffeisenbanken bzw. Raiffeisenkassen Oberrotweil, Achkarren, Bickensohl, Burkheim, Jechtingen und Oberbergen.
Dazu fusionierten im Jahr 1969 die Raiffeisenbank eGmbH Achkarren an Kaiserstuhl mit der Spar- und Kreditbank eGmbH Oberrotweil am Kaiserstuhl und im Folgejahr die Raiffeisenbank Jechtingen am Kaiserstuhl eGmbH, die Raiffeisenkasse eGmbH Bickensohl, die Raiffeisenkasse eGmbH Burkheim und die Raiffeisenkasse Oberbergen am Kaiserstuhl eGmbH mit der Spar- und Kreditbank eGmbH Oberrotweil zur Raiffeisenbank Kaiserstuhl eGmbH. Im gleichen Jahr übernahm Karl Schwab das Amt des Vorstandsvorsitzenden.
Im Jahr 1976 fusionierte die Bank letztmals mit der Raiffeisenbank Bischoffingen eG, wodurch die Mitgliederanzahl auf 2.000 angestiegen ist.
Mit dem Einzug von neuen Banktechniken veränderte sich auch das Arbeitsfeld der Bankmitarbeiter. Eine systematische Ausbildung der Mitarbeiter zu Beratern und Fachkräften stand im Vordergrund.
Im Jahr 1993 erfolgte mit der Eröffnung des zentralen Raiffeisen Marktes in Oberrotweil ein Schritt zur Stärkung der Infrastruktur der Region.
Am 29. November 1998 wurde mit einem „Tag der offenen Tür“ das neue Beratungszentrum in der Bahnhofstraße in Oberrotweil der Öffentlichkeit vorgestellt, zu dem über 2000 Besucher erschienen.
Seit dem 1. Oktober 2023 wird die Bank von Vorstand Markus Kürz – begleitet von den Kollegen Friedhelm Kemper (bis 2009), Reiner Richter (bis 2014), Ulrich Wild (bis 2022) und Timo Mangold (seit 2023) – geführt. Mit dem 1. Oktober 2023 übernahm Vorstand Markus Kürz die Position für den altershalber ausgeschiedenen Vorstand Michael Hettich.

## Rechtsverhältnisse
Die Raiffeisenbank Kaiserstuhl eG ist im Genossenschaftsregister beim Amtsgericht Freiburg unter GnR 290006 eingetragen.

## Organisationsstruktur
Rechtsgrundlagen sind das Genossenschaftsgesetz und die durch die Generalversammlung beschlossene Satzung. Organe der Bank sind der Vorstand, der Aufsichtsrat und die Generalversammlung.

## Sicherungseinrichtung
Die Raiffeisenbank Kaiserstuhl eG ist der amtlich anerkannten Sicherungseinrichtung des Bundesverbandes der Deutschen Volksbanken und Raiffeisenbanken GmbH und der zusätzlichen freiwilligen Sicherungseinrichtung des Bundesverbandes der Deutschen Volksbanken und Raiffeisenbanken e.V. angeschlossen.

## Geschäftsausrichtung
Die Raiffeisenbank Kaiserstuhl eG betreibt das Universalbankgeschäft. Im Verbundgeschäft arbeitet sie mit der DZ Bank, R+V Versicherung, Bausparkasse Schwäbisch Hall, Teambank, VR Leasing,  DZ Hyp und der Union Investment zusammen. Schwerpunkt der Bank ist das Kredit- und Anlagegeschäft inklusive Fonds. Die Beratung und Beantragung von Förderkrediten für Obst- / Weinbau / Gewerbe / Mittelstand / Dienstleister und Private stehen besonders im Beratungsfocus.

## Geschäftsgebiet
Das Geschäftsgebiet liegt im äußersten Nordwesten des Landkreises Breisgau-Hochschwarzwald direkt am Rhein und der Grenze zu Frankreich. Es erstreckt sich über den Kaiserstuhl bis nach Freiburg. Neben dem Beratungszentrum am Sitz der Bank in Oberrotweil werden keine weiteren Geschäftsstellen betrieben. Ein Geldausgabeautomat der Bank befindet sich zusätzlich in Oberbergen. In den Jahren 2003 und 2021 erfolgte die Zentralisierung der verbliebenen Servicestellen.

## Raiffeisen Markt Kaiserstuhl in Vogtsburg-Oberrotweil
Die verschiedenen örtlichen Raiffeisenlager wurden im Jahr 1993 aufgelöst. Am 6. März 1993 wurde dafür an zentraler Stelle in Vogtsburg-Oberrotweil der Raiffeisen Markt eröffnet.
Auf über 1000 m² überdachter Verkaufsfläche verkauft der Raiffeisen Markt Pflanzen- und Gartenbedarf, Heimtiernahrung und Heimtierzubehör, Arbeitskleidung, regionale Lebensmittel, Haushalts- und Geschenkartikel sowie die Spezialbereiche für Brennerei, Obst- und Weinbau.
Einen weiteren Schwerpunkt bildet der landwirtschaftliche Profibereich, der vornehmlich den Bedarf des heimischen Wein- und Obstbaus abdeckt.